# Talladega Springs
 Talladega Springs, Alabama és una població dels Estats Units a l'estat d'Alabama. Segons el cens del 2000 tenia 124 habitants.

## Demografia
Segons el cens del 2000, Talladega Springs tenia 124 habitants, 57 habitatges, i 38 famílies La densitat de població era de 38,6 habitants/km².
Dels 57 habitatges en un 26,3% hi vivien nens de menys de 18 anys, en un 61,4% hi vivien parelles casades, en un 3,5% dones solteres, i en un 33,3% no eren unitats familiars. En el 33,3% dels habitatges hi vivien persones soles el 14% de les quals corresponia a persones de 65 anys o més que vivien soles. El nombre mitjà de persones vivint en cada habitatge era de 2,18 i el nombre mitjà de persones que vivien en cada família era de 2,76.
Per edats la població es repartia de la següent manera: un 21% tenia menys de 18 anys, un 7,3% entre 18 i 24, un 30,6% entre 25 i 44, un 21% de 45 a 60 i un 20,2% 65 anys o més.
L'edat mediana era de 39 anys. Per cada 100 dones hi havia 85,1 homes. Per cada 100 dones de 18 o més anys hi havia 88,5 homes.
La renda mediana per habitatge era de 35.833 $ i la renda mediana per família de 41.250 $. Els homes tenien una renda mediana de 36.042 $ mentre que les dones 14.167 $. La renda per capita de la població era de 29.556 $. Aproximadament l'11,1% de les famílies i el 17,2% de la població estaven per davall del llindar de pobresa.

## Poblacions properes
El següent diagrama mostra les poblacions més properes.